# Herman Schepers
Herman Schepers is een personage uit de vlaamse soap Thuis. Herman maakte van 2009 tot 2010 deel uit van de serie en werd gespeeld door Jos Dom.

## Biografie
Herman speelt sinds 2009 mee, maar wordt al in de derde aflevering bij naam genoemd: hij is de ex-man van Simonne. Simonne heeft hem laten zitten voor Frank. Herman is hertrouwd met Lut. Uit dit huwelijk kwam een zoon, Bram. Maar ook dit huwelijk liep fout en Herman ging weg bij zijn vrouw. Een rechter legde hem een bezoekverbod op zijn zoon op. Die rechter bleek later een affaire te hebben met Lut. Lut kwam om bij een auto-ongeluk nadat ze te veel gedronken had. Bram geeft zijn vader de schuld van haar drankproblemen en haar dood. Bram haat zijn vader, maar Herman ziet zijn zoon doodgraag.
Herman was ten tijde van zijn huwelijk een kok, maar heeft tegenwoordig een eigen bedrijf. Hij levert groenten aan horeca-zaken waaronder De Noorderzon: daar zijn Simonne en Herman elkaar voor het eerst sinds jaren weer tegengekomen. Herman probeerde Simonne terug voor zich te winnen, maar Simonne wou hier niets van weten. Toch kunnen ze het nu goed met elkaar vinden, weliswaar als vrienden.
Herman kreeg slecht nieuws: er werd een hersentumor ontdekt. Herman werd geopereerd en leek genezen. In deze moeilijke tijd was Simonne zijn enige steun. Uiteindelijk ging Simonne vreemd met Herman. Later werd echter duidelijk dat Hermans operatie en bestraling niet hebben geholpen en dat hij ten dode is opgeschreven. Een grote slag voor Herman, Simonne en Bram, die eindelijk begon op te schieten met zijn vader. Op 21 mei 2010 overleed hij rustig in een tuinstoel bij de vijver wanneer hij voor de laatste keer ging vissen met Bram. De as van Hermans crematie werd ten slotte door zijn zoon Bram in de vijver waar ze gingen vissen gestrooid.
September 2011 komt Herman nog eenmaal in beeld, in de verbeelding van Bram, weliswaar. Dit gebeurt terwijl Bram aan de vijver staat en z'n vader om hulp vraagt.